# De bijzondere kinderen van mevrouw Peregrine
De bijzondere kinderen van mevrouw Peregrine (Engels: Miss Peregrine's Home for Peculiar Children) is een fantasyroman uit 2011 van de Amerikaanse schrijver Ransom Riggs. Het is het eerste boek in een trilogie. De volgende boeken heten de Omhulde stad en Bibliotheek der zielen. De trilogie eindigt met een afgerond verhaal. In 2018 werd bekend dat de trilogie vervolgd zou worden met het boek De kaart der dagen, het eerste deel van een nieuwe trilogie.

## Verhaal
De zestienjarige Jacob "Jake" Portman had een goede band met zijn grootvader, die hem bizarre verhalen vertelde over zijn jeugd. Na het overlijden van zijn grootvader reist Jacob naar Wales, waar hij op een mysterieus eiland  een vervallen tehuis voor kinderen ontdekt. Tijdens zijn verkenning van de kamers ontdekt hij dat de kinderen wel heel bijzonder waren en misschien ook wel gevaarlijk. Hij maakt kennis met mevrouw Peregrine en haar bijzondere kinderen die zich verborgen houden voor de gewone wereld door in een time-loop te leven. Hierdoor beleven ze altijd dezelfde dag.

## Achtergrond
Het fantasyboek is bedoeld voor 13–18-jarigen en is de debuutroman van de schrijver Ransom Riggs met als basis zijn voorliefde voor oude foto’s en bizarre verhalen. Voor de publicatie van het boek werden de filmrechten al opgekocht door 20th Century Fox. Het boek stond 70 weken op de New York Times-bestsellerlijst voor jeugdboeken en bereikte op 29 april 2012 de eerste plaats.

## Verfilming
De boekverfilming Miss Peregrine's Home for Peculiar Children werd geregisseerd door Tim Burton en kwam in september 2016 in de zalen. Er zijn wel grote verschillen tussen het boek en de film. Zo is het personage Emma in de film een andere persoon dan in de boeken, ook het einde is aangepast.